# Teudis ypsilon
Teudis ypsilon là một loài nhện trong họ Anyphaenidae.
Loài này thuộc chi Teudis. Teudis ypsilon được Cândido Firmino de Mello-Leitão miêu tả năm 1922.